# Marosatherina
Marosatherina is een monotypisch geslacht van straalvinnige vissen uit de familie van de regenboogvissen (Telmatherinidae).

## Soort
- Marosatherina ladigesi (Ahl, 1936)